# Sacerdotisa de Hera en Argos

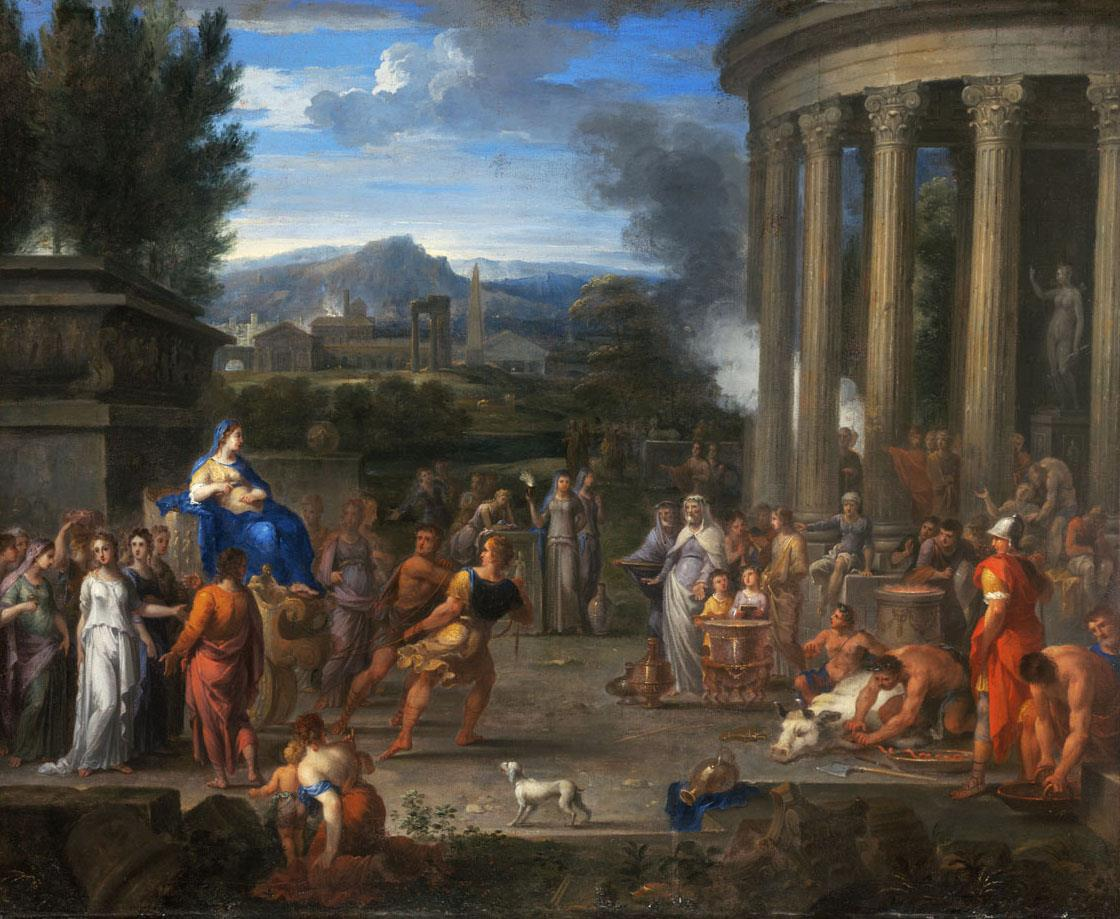
Cleobis y Bitón, de Nicolás Loir: Cídipe de Argos, Cleobis y Bitón.

La sacerdotisa de Hera en Argos era la suma sacerdotisa de la diosa Hera, la deidad protectora de la ciudad de la antigua Argos, en el Hereo de Argos en Argos.
Era el cargo religioso más alto en la antigua Argos, y el funcionario que desempeñaba dicho cargo gozaba de gran prestigio y desempeñaba un papel oficial. El Hereo de Argos era un santuario panhelénico, y su puesto gozaba de gran estatus no solo en Argos sino en toda Grecia. Un signo de su prestigio fue el hecho de que el período de tiempo del oficio de cada sacerdotisa se utilizaba como cronología en gran parte de Grecia.
Helánico de Lesbos compuso una cronología de todas las sacerdotisas de Hera en Argos, que se remonta a alrededor del año 1000 a. C. Hay varias leyendas distintas sobre quién fue el primer titular del cargo. El puesto probablemente es anterior al templo, ya que el culto se celebraba al aire libre mucho antes de que se construyera el santuario.
La sacerdotisa probablemente fue seleccionada de una familia con derecho heredado al cargo. Parece haber sido una mujer casada, lo que sería lógico para el culto de Hera como diosa del matrimonio. Debido al hecho de que varias sacerdotisas cubrieran el puesto durante mucho tiempo, parece que el cargo se mantuvo de por vida.
Supervisaba el templo y el culto de Hera, y era la jefa de los funcionarios menores del culto.
El oficial individual más conocido de esta posición fue Cídipe de Argos, la madre de Cleobis y Bitón, y otra fue Crisis.
El oficio no pudo haber sobrevivido a la prohibición de todos los sacerdocios no cristianos durante la persecución de los paganos en el Imperio Romano tardío.